# Lepistemon asterostigma
Lepistemon asterostigma är en vindeväxtart som beskrevs av Karl Moritz Schumann. Lepistemon asterostigma ingår i släktet Lepistemon och familjen vindeväxter. Inga underarter finns listade i Catalogue of Life.